# 1-es típusú közepes harckocsi
Az 1-es típusú (一式中戦車 チへ; Icsi-siki csuszensa Csihe; Hepburn:  Ichi-shiki chusensha Chihe, ’1-es típusú közepes tank’; közismertebb nevén:  Type 1 Chi-He) közepes tank. Ez a harckocsi a 97-es típusú Csi-Ha továbbfejlesztése volt. Erőteljesebb motorral és vastagabb páncélzattal volt ellátva. Állítólag harcolt a második világháborúban, de erről hiteles adat nem maradt fenn.

## Tervezés

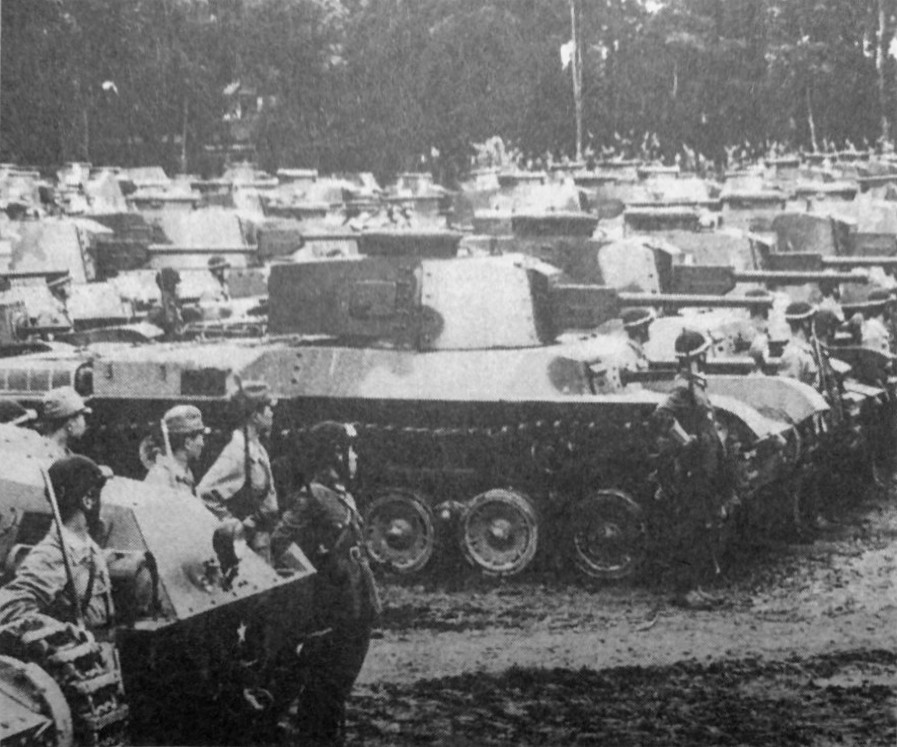
1-es típusú Csi-He

1941-ben a Japán Császári Hadsereg felismerte, hogy az 1930-as években tervezett harckocsik gyengébbek, mint a szövetségesek tankjai. A Csi-Ha alacsony kezdősebességű 57 mm-es lövege a gyalogság támogatására volt alkalmas, de harckocsik ellen már nem volt a leghatékonyabb. Vékony páncélzata ugyanakkor igen sebezhetővé tette még a gyengébb lövegekkel felszerelt ellenséges harckocsikkal szemben is. A japánok válaszul a Csi-Ha bázisán egy új harckocsit kezdtek tervezni 1940-ben. Ez lett az 1-es típusú Csi-He, amelyet 1941-ben mutattak be, de a sorozatgyártásig 1943-ig várni kellett. Azért volt ez az időkiesés, mert a Japán Császári Haditengerészetnek több nyersanyagra volt szüksége. Mindössze 170 darab Csi-He készült a Mitsubishinél és a Sagami-nál 1943 és 1944 között. A Csi-Hához képest a Csi-He hosszabb és magasabb volt. Elülső páncélzatát megvastagították és szegecselés helyett hegesztéssel készült. Tömege ezért 1,5 tonnával megnőtt. Motorja egy Mitsubishi 100-as típusú V12-es dízelmotor volt, ami 2000-es fordulatszámon 240 lóerő leadására volt képes. Ez 70 lóerővel több volt, mint amire a Csi-Ha 97 típusú dízelmotorja képes volt és ezzel a súlynövekedés ellenére ugyanolyan mozgékony tudott maradni. Új fegyverzetet is kapott. 47 mm-es nagy kezdősebességű (810 m/s) löveggel szerelték fel, aminek lőtávolsága a 2 kilométert is elérte és pontosabb is volt. Átütő képessége is majdnem a duplája volt az 57 mm-es löveghez képest, de az erősebben páncélozott ellenséges harckocsik ellen ez sem volt a legmegfelelőbb. 100 méteren 55 mm-es és 1000 méteren 30 mm-es páncélzat átütésére volt alkalmas. Két darab 97-es típusú géppuskával is felszerelték. Egy a torony hátuljába a másik a páncéltest elejébe került. A löveget új, átalakított és kibővített toronyban helyezték el. A parancsnok és a tüzér mellett már egy töltő is helyet kapott. A löveget függőlegesen +20 és -15 fok között lehetett kitéríteni. Ezt a tornyot szerelték fel a SinHoTo Csi-Hára valamint a 3-as típusú Ka-Csi kétéltű harckocsira is. A Csi-He volt az első japán harckocsi, amiben a rádió alapfelszerelések közé tartozott. Annak ellenére, hogy a Csi-Hához képest jelentősen javult az olyan ellenséges tankok, mint az M4 Sherman ellen  valószínűleg alulmaradt volna.

## Harci alkalmazása

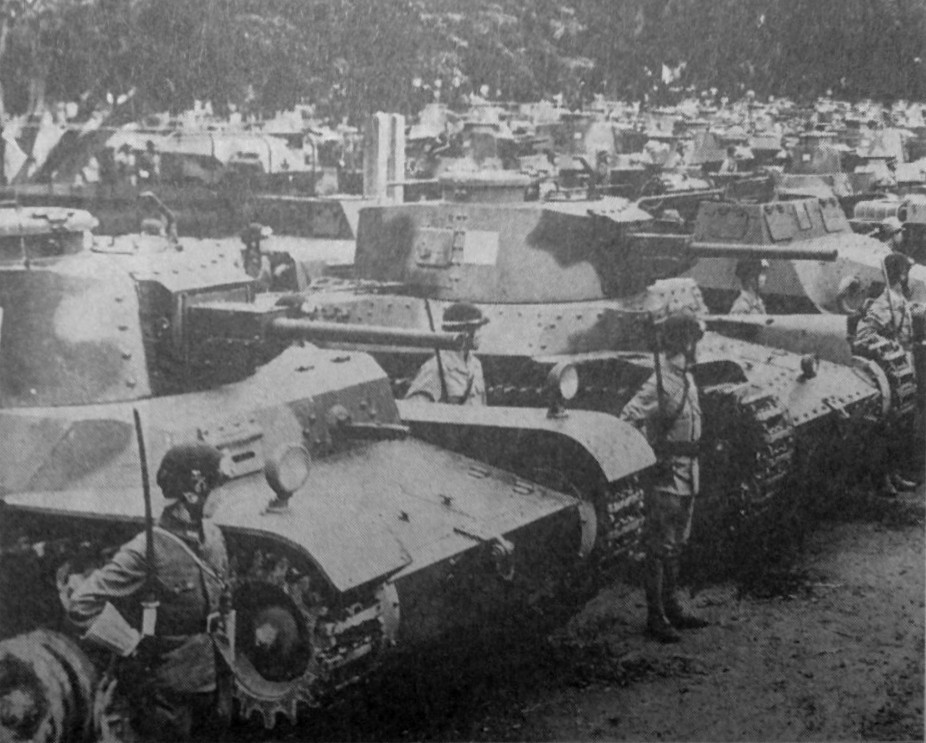
Csi-He tőle jobbra egy 97-es típusú SinHoTo Csi-Ha. A két harckocsi megkülönböztethető az eltérő frontpáncélzatól valamint látható, hogy a Csi-He páncélján jóval kevesebb a szegecskötés.

A legtöbb harckocsit a japán szigetek védelménél kívánták alkalmazni. Egyéb harci cselekményéről nem maradtak fenn hiteles források. Állítólag a Japán Császári Hadsereg 2. hadosztályánál harcoltak ilyen harckocsik a Fülöp-szigeteken a Leyete öbölben, de ezt nem erősítették meg.

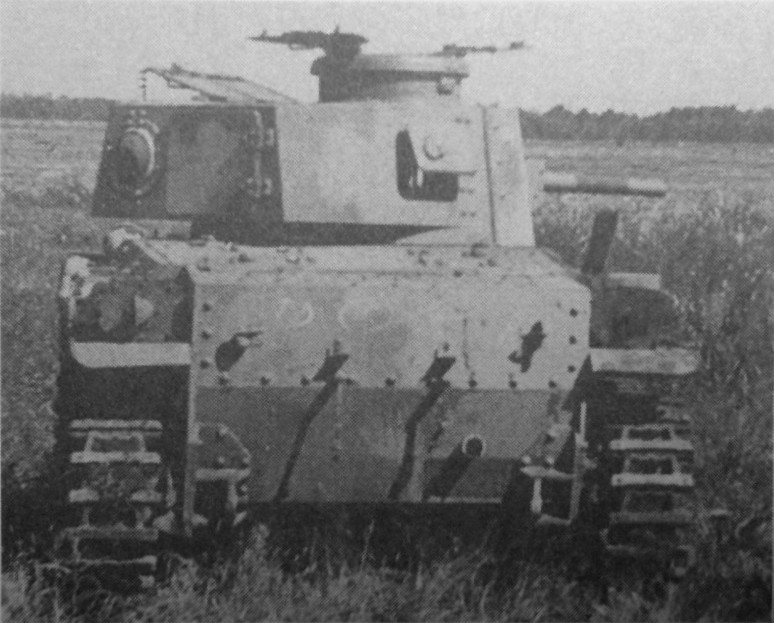
Csi-He hátulról.

## Műszaki adatok

### Tulajdonságok
- Személyzet: 5 fő
- Hossz: 5,73 m
- Szélesség: 2,33 m
- Magasság: 2,38 m
- Hasmagasság: 0,42 m
- Tömeg: 17,2 tonna
- Legyártott mennyiség: 170 darab

### Fegyverzet
- Elsődleges fegyverzet: 47 mm-es 1-es típusú löveg
- Másodlagos fegyverzet: 2 darab 7,7 mm-es 97-es típusú géppuska
- Lőszer: 120 darab lőszer, 4035 darab géppuskalőszer

### Páncélzat
- Frontpáncél: 50 mm
- Oldalpáncél: 30 mm
- Hátsó páncélzat: 20 mm
- Torony eleje: 50 mm
- Torony oldala: 30 mm
- Torony hátulja: 20 mm

### Mozgékonyság
- Motor: V12-es Mitsubishi 100-as típusú dízelmotor
- Teljesítmény: 240 lóerő
- Fajlagos teljesítmény: 14 lóerő/tonna
- Felfüggesztés: spirális
- Sebesség: 44 km/h
- Hatótávolság: 210 km

## Típusváltozatok
1-es típusú Ta-Ha: Két darab 37 mm-es gépágyúval felszerelt önjáró légvédelmi löveg. 1 prototípus készült csak el.

## Fordítás
- Ez a szócikk részben vagy egészben  a   Type_1_Chi-He című angol Wikipédia-szócikk fordításán alapul.  Az eredeti cikk szerkesztőit annak laptörténete sorolja fel. Ez a jelzés csupán a megfogalmazás eredetét és a szerzői jogokat jelzi, nem szolgál a cikkben szereplő információk forrásmegjelöléseként.